# Takuya Honda
Takuya Honda, född 17 april 1985 i Kanagawa prefektur, Japan, är en japansk fotbollsspelare som sedan 2013 spelar för Shimizu S-Pulse.